# Козля
Козля — озеро на территории Ребольского сельского поселения Муезерского района Республики Карелия.

## Общие сведения
Площадь озера — 0,6 км², площадь водосборного бассейна — 15,1 км². Располагается на высоте 163,8 метров над уровнем моря.
Форма озера лопастная, продолговатая, вытянуто с северо-запада на юго-восток. Берега озера каменисто-песчаные, местами заболоченные.
Протокой, вытекающий из юго-восточной оконечности, соединяется с озером Тулос.
С северо-запада в озеро втекает ручей, вытекающий из безымянной ламбины.
В центре озера расположен крупный (по масштабам озера) безымянный остров.
Населённые пункты возле озера отсутствуют. Ближайший — посёлок Кимоваара — расположен в 20 км к северо-востоку от озера.
Озеро расположено в 14 км от Российско-финляндской границы.
Код объекта в государственном водном реестре — 01050000111102000011110.